# Ерік Гямяляйнен
Ерік Гямяляйнен (фін. Erik Hämäläinen; нар. 20 квітня 1965, м. Раума, Фінляндія) — фінський хокеїст, захисник. Асистент тренера «Лукко» (Раума).
Вихованець хокейної школи «Лукко» (Раума). Виступав за «Лукко» (Раума), КалПа (Куопіо), «Йокеріт» (Гельсінкі), АІК (Стокгольм), «Лангнау».
У складі національної збірної Фінляндії учасник зимових Олімпійських ігор 1994, учасник чемпіонатів світу 1992, 1993, 1994 і 1995. У складі молодіжної збірної Фінляндії учасник чемпіонатів світу 1984 і 1985. У складі юніорської збірної Фінляндії учасник чемпіонату Європи 1983.
Бронзовий призер зимових Олімпійських ігор 1994. Чемпіон світу (1995), срібний призер (1992, 1994). Чемпіон Фінляндії (1994), срібний призер (1988, 1991, 1995). Володар Кубка європейських чемпіонів (1995).
З 2008 року працює асистентом тренера у «Лукко» (Раума).